# Huntsville (Arkansas)
Huntsville – miasto w Stanach Zjednoczonych, w stanie Arkansas, w hrabstwie Madison.